# Switlana Loboda
Switlana Serhijiwna Loboda (ukrainisch Світлана Сергіївна Лобода; * 18. Oktober 1982 in Irpin, auch Svetlana Loboda, bekannt unter ihrem Künstlernamen LOBODA) ist eine ukrainische Sängerin, Moderatorin und Modedesignerin. Internationale Bekanntheit erreichte sie im Jahr 2009, als sie ihr Heimatland beim Eurovision Song Contest vertrat.
Ihre 2016 veröffentlichten Singles K chortu lyubov (russisch К чёрту любовь) und Tvoi glaza (russisch Твои глаза) erreichten die Spitze der Charts in fast allen Nachfolgestaaten der Sowjetunion und etablierten sie als eine der bekanntesten Sängerinnen im russischsprachigen Raum.

## Werdegang
Loboda interessierte sich bereits als Kind fürs Singen, Klavierspielen und die Schauspielerei. Später lernt sie in der Akademie für Zirkus und Varieté in Kiew, zudem spielte sie die Hauptrolle im Musical The Equator. Sie war Mitglied in mehreren Musikgruppen. Größere Bekanntheit erreichte sie 2004, als sie Mitglied der ukrainisch-russischen Gruppe VIA Gra (international auch als Nu Virgos auftretend) wurde. Kurz darauf trennte sie sich jedoch von VIA Gra und startete ihre Solokarriere. Die erste Single Tscherno-belaja sima (russisch Черно-белая зима) wurde noch 2004 veröffentlicht, das Debütalbum Ty ne sabudesch (russisch Ты не забудешь) folgte im nächsten Jahr.
2006 arbeitete sie als Moderatorin für Nowyj kanal, beispielsweise moderierte sie die Miss GUS-Veranstaltung. 2007 gründete sie unter dem Namen Happy Vacations ihr eigenes Reisebüro, zudem ihr eigenes Modelabel. 2008 kehrte sie mit dem Album Ne Ma4o auf die musikalische Bühne zurück.
2009 nahm sie an der ukrainischen Vorentscheidung zum Eurovision Song Contest teil. Mit dem von ihr selbst komponierten Titel Be My Valentine setzte sie sich mit der Höchstpunktzahl durch und gewann somit die ukrainische Fahrkarte zum internationalen Wettbewerb, der im Mai 2009 in Moskau stattfand. Das Musikvideo wurde nicht neu gedreht, sondern aus denjenigen von Postoi, MuSchtschina (2006), Mischka, gadki maltschischka (2007) und Ne Ma4o (2008) zusammengeschnitten. Für den Eurovision Song Contest wurde das Lied in Be My Valentine! (Anti-Crisis Girl) umbenannt, zudem wurde eine russische Version unter dem Titel Paren, ty nitscho aufgenommen. Sie konnte sich für das Finale qualifizieren und erreichte dort den zwölften Platz bei 25 Teilnehmern. Aufmerksamkeit erhielt der Auftritt, da er ein großes Rad, als „Höllenmaschine“ bezeichnet, beinhaltete.
Abgesehen von einem ersten Platz in den ukrainischen Airplaycharts erreichte Be My Valentine die Hitparaden in Griechenland (Platz 9), Schweden (Platz 46), sowie den 167. Platz im Vereinigten Königreich.
2010 veröffentlichte sie die Single Schit legko, es folgte Serdze bjotsja, ein Duett mit Max Barskih.
Nach mehreren Tourneen durch die Ukraine wurde ihr 2013 der Ehrentitel „Verdienter Künstler der Ukraine“ zuerkannt.
2017 präsentierte sie im Sportpalast Kiew ihr neues Album H2LO, dem eine Tournee folgte und in Russland und der Ukraine mit mehreren Preisen ausgezeichnet wurde.
2019 und 2019 war sie Jurymitglied bei der russischen Version von The Voice Kids.
Am 28. Februar 2022, dem fünften Tag der russischen Invasion der Ukraine 2022, nahm Loboda eine Videobotschaft auf, in der sie ein Ende des Kriegs forderte. Als Reaktion gaben Vertreter der Russischen Medien Gruppe (RMG) am 6. März 2022 bekannt, dass sie den Vertrag mit Loboda wegen „harter Äußerungen gegenüber Russland und russischer Kollegen vor dem Hintergrund der verschärften Beziehungen zwischen Russland und der Ukraine“ kündigen. Daraufhin wurden ihre Lieder und Videoclips aus dem Katalog des Musikfernsehsenders RU.TV und des Radiosenders Russkoje Radio entfernt. Außerdem wurde Loboda in die Liste der Künstler aufgenommen, die in Russland mit einem Auftrittsverbot belegt sind. Im April 2022 wurde Loboda, ebenso wie 30 weitere ukrainische Künstler, mit einem Einreiseverbot nach Russland bis in das Jahr 2072 belegt.
Im Juni 2022 erschien der in der Rigaer St. Petrikirche gedrehte Videoclip zu Lobodas Lied Молитва (Gebet).

## Diskografie

### Alben
- 2005: Ты Не Забудешь
- 2008: Не Ма4о
- 2017: H2LO
- 2019: Sold Out
- 2023: Made in U

### Remix-Alben
- 2006: Черный Ангел
- 2006: Постой, Мущина!
- 2023: Made in U (Mixes)

### Kompilationen
- 2009: Anti-Crisis Girl
- 2010: Песни Высшей Пробы
- 2010: Новое И Лучшее

### Live-Alben
- 2020: Superstar Show [live]

### EPs
- 2025: 18

### Singles (Auswahl)
- 2009: Be My Valentine (Anti-Crisis Girl)
- 2012: Облака
- 2013: 40 градусов
- 2014: Смотришь в небо (mit Emin)
- 2016: Твои глаза
- 2016: Пора домой
- 2016: К Чёрту Любовь
- 2017: Случайная
- 2018: SuperSTAR
- 2019: Пуля-дура
- 2019: Новый Рим
- 2020: Мой
- 2020: Boom Boom (mit Pharaoh)
- 2020: moLOko
- 2021: Родной
- 2021: Americano
- 2021: ЗанесLo